# Radvanovce
Radvanovce é um município da Eslováquia, situado no distrito de Vranov nad Topľou, na região de Prešov. Tem 4,81 km² de área e sua população em 2018 foi estimada em 212 habitantes.

## Demografia
| Ano:        | 1994 | 2004   | 2014    | 2024   |
| ----------- | ---- | ------ | ------- | ------ |
| Broj ljudi: | 176  | 190    | 211     | 213    |
| Razlika:    |      | +7,95% | +11,05% | +0,94% |

| Ano:               | 2023 | 2024   |
| ------------------ | ---- | ------ |
| Número de pessoas: | 215  | 213    |
| Diferença:         |      | -0,93% |